# Aprostoporoides curiosus
Aprostoporoides curiosus är en stekelart som beskrevs av T.C. Narendran 2004. Aprostoporoides curiosus ingår i släktet Aprostoporoides och familjen finglanssteklar. Inga underarter finns listade.